# Baula de Hopf

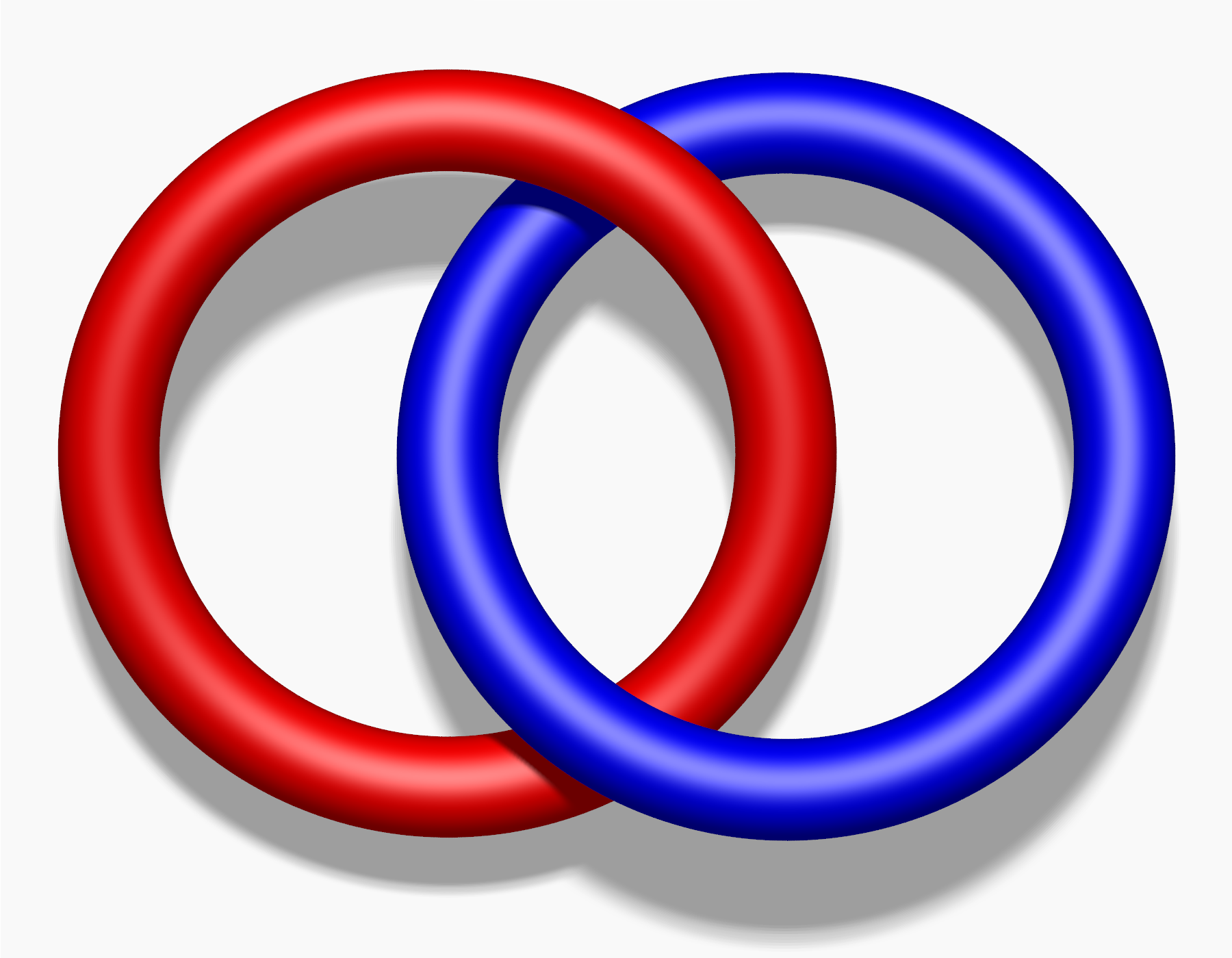
Baula de Hopf

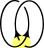
Relació de Skein de la baula de Hopf.

En teoria matemàtica de nusos, la baula de Hopf, denominada així en honor de Heinz Hopf, és la baula més simple no trivial de més d'un component. Es compon de dos cercles units entre si exactament una vegada. Per a construir un model concret, només cal prendre el cercle unitat en el pla xy amb centre en l'origen i un altre cercle unitari yz pla amb centre a (0,1,0).
Segons les orientacions relatives dels dos components el nombre d'enllaç de la baula de Hopf és ±1.
La baula de Hopf és (2,2)-baula toroide amb la trena
{\displaystyle \sigma _{1}^{2}.\,}
En la fibració de Hopf
{\displaystyle S^{1}\to S^{3}\to S^{2}.\,}
Les fibres sobre dos punts diferents en S² formen una baula de Hopf en la 3-esfera S3.